# Ljubo Javoršek
Ljubo Javoršek, slovenski karateist, nosilec naziva mojster, 9. dan najvišje v Sloveniji, trener, koreograf, * 2. december 1952, Maribor.
Javoršek se je že v mladosti aktivno ukvarjal s športom, in sicer je začel kot telovadec v DTV Partizan Železničar v Mariboru. Postal je vodnik vrst in tekmoval na partizanskih mnogobojih - na republiških in zveznih tekmovanjih je vrsto let dosegal najvišja mesta. Sodeloval je tudi na prireditvah ob dnevu mladosti. Poleg tega je igral še nogomet, košarko, odbojko in bil odličen atlet - deseterobojec.
V sedemdesetih letih se je odločil za karate. Ustanovil je karate klub Shotokan Maribor, ki se je kasneje preimenoval v karate klub Boris Kidrič. V letih 1976 do 1986 je bil, kljub temu, da je bil na treningih prepuščen samemu sebi, stalni član jugoslovanske karate reprezentance. Utiral je pot borilni veščini karate-do. Osvojil je številna republiška in zvezna prvenstva v težki in absolutni kategoriji. Na evropskih prvenstvih je leta 1978 v Beogradu osvojil zlato medaljo, leta 1979 v Bruslju bronasto, leta 1980 v Bregenzu bronasto, leta 1981 v Manchestru prav tako bronasto in leto kasneje v Zürichu srebrno.
V letih 1981 in 1982 je bil izbran za športnika mesta Maribor. Za visoke dosežke v telesni kulturi je prejel tudi zlato značko Zveze za telesno kulturo Jugoslavije. Leta 1983 je bil, kot borec z vrhunskim znanjem atraktivnih nožnih tehnik, član reprezentance Evrope. Nastop na tekmovanju celin mu je preprečila nesreča, ki je za nekaj časa prekinila njegovo športno pot. Leta 1985 je ponovno postal absolutni prvak Slovenije. Zvezni trener Božović ga je povabil v reprezentanco Jugoslavije in istega leta je osvojil prvo mesto na svetovnem prvenstvu v Katovicah. Bil je kapetan ekipe in eden najzaslužnejših za to, da je osvojila prvo mesto, kar je bil največji dosežek jugoslovanske karate reprezentance do tedaj. Leta 1986 je na evropskem prvenstvu v Madridu zadnjič nastopil za reprezentanco Jugoslavije in s tem nastopom nameraval skleniti tekmovalno pot, toda na prigovarjanje mladih članov kluba leta 1992 ponovno nastopil na evropskem pokalu v Pragi, kjer je ekipa Borisa Kidriča osvojila četrto mesto, kar je bilo glede na mladost članov svojevrstno presenečenje. Leta 2000 je za vrhunske dosežke in za dolgoletno organizacijsko in strokovno delo na področju karateja prejel Cizljevo plaketo mesta Maribor.
Javoršek je vsa leta predstavljal veščino karateja na različnih proslavah, akademijah in po šolah. Sodeloval je na kulturnih prireditvah Naša beseda in se z različnimi projekti uvrščal na finalna tekmovanja. V letih 1981 do 1987 je bil pobudnik in eden glavnih organizatorjev spominskih turnirjev v Mariboru, na katerih so nastopala največja imena svetovnega karateja. Vsa leta se je vključeval v vzgojnoizobraževalni sistem športne vzgoje; je duhovni in idejni vodja osnovnošolske karate lige.
Na področju umetniškega izražanja je združil karate, ples in igro. Kot koreograf je v SNG Maribor sodeloval pri predstavah Fausta, Carmen, Hamleta, Božanske komedije, s člani karate kluba pa tudi pri predstavah opere in baleta SNG Maribor, kot denimo Traviata, Človek iz Manche, Kneginja čardaša, Hrestač in drugih.
Izkazal se je tudi kot odličen trener in pedagog. Vrsto let je bil eden najuspešnejših trenerjev z največjim številom kategoriziranih športnikov. Čeprav je izpolnjeval vse pogoje, ni nikoli postal profesionalni trener. Kot trenerju in tekmovalcu pa mu je uspelo ekipo, ki je osvojila kopico ekipnih republiških naslovov, pripeljati v tedanjo drugo zvezno in tudi prvo zvezno karate ligo. Velikokrat je na tekmovanjih okrepil ekipe, kot so Emona, Bosna Sarajevo, Nikšić, Novi Sad, Borac Zagreb, Crvena zvezda Beograd in Rabotnički Skopje. 
Ob razpadu Jugoslavije je kot trener in selektor slovenske karate reprezentance osvojil prvo evropsko mladinsko in prvo svetovno člansko medaljo za samostojno Slovenijo. Ker svojih ciljev ni mogel uresničiti v krovni karate zvezi, je karate klub Boris Kidrič preimenoval v World Karate-do Shotokan Academy Maribor. S svojimi člani je karate ponovno predstavljal po šolah in bil pobudnik za ustanovitev klubov v Šentilju, Slovenski Bistrici, Pesnici, Kungoti, Hajdini in Spodnjem Dupleku .
Leta 1999 je v dvorani Tabor v Mariboru ob 20-letnici delovanja kluba pripravil prireditev.
V minulih letih je izšolal veliko trenerjev in ustanovil Karate zvezo WKSA Slovenije. V njej sedaj pripravlja karate performance Zen. Je predsednik Karate zveze WKSA Slovenije in profesionalni učitelj karateja; uresničuje vizijo akademije karateja, ki temelji na šolanju duha in značaja.